# Late Registration
Late Registration är Kanye Wests andra studioalbum, utgivet 2005. Albumet erhöll 5 stjärnor av 5 i musikmagasinet Rolling Stone.

## Låtlista
1. Wake Up Mr. West
2. Heard 'Em Say (ft. Adam Levine från Maroon 5)
3. Touch the Sky (ft. Lupe Fiasco)
4. Gold Digger (ft. Jamie Foxx)
5. Skit 1
6. Drive Slow (ft. Paul Wall & GLC)
7. My Way Home (ft. Common)
8. Crack Music (ft. The Game)
9. Roses
10. Bring Me Down (ft. Brandy)
11. Addiction
12. Skit 2
13. Diamonds from Sierra Leone (Remix) (ft. Jay-Z)
14. We Major (ft. Nas & Really Doe)
15. Skit 3
16. Hey Mama
17. Celebration
18. Skit 4
19. Gone (ft. Consequence & Cam'Ron)
20. Diamonds from Sierra Leone
21. Late